# Hot Hot Heat

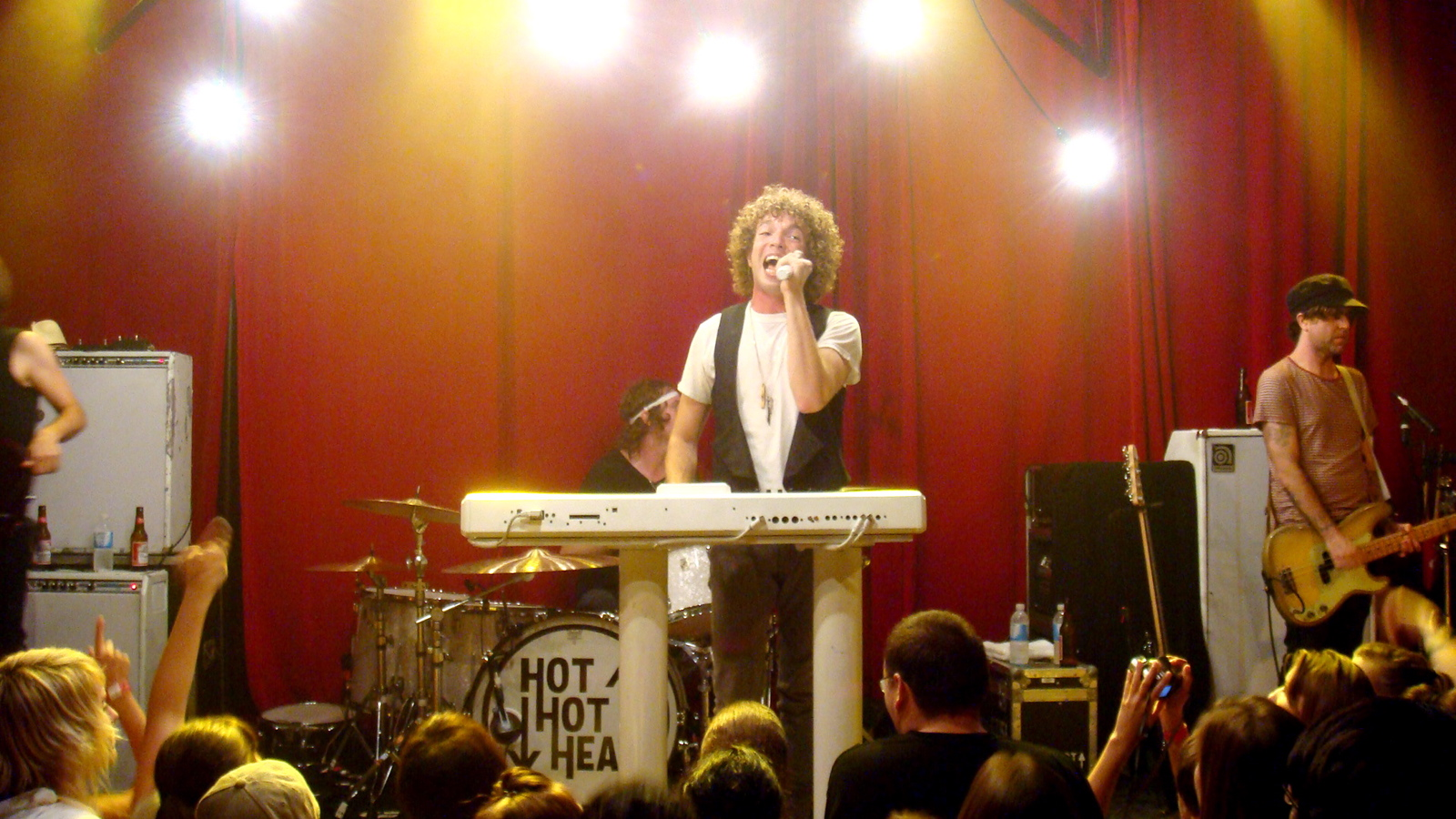
Hot Hot Heat

Hot Hot Heat is een Canadese post-punkband, opgericht in Victoria, Brits-Columbia, Canada. De band bestaat uit Steve Bays (zang en keyboard), Paul Hawley (drums), Parker Bossley (basgitaar) en Luke Paquin (gitaar).
De band maakt een vorm van Dance-punk, een genre dat met name in de beginjaren van het millennium opkwam. De band vertoont overeenkomsten met genreverwanten als The Rapture, !!! en LCD Soundsystem.

## Discografie

### Albums
- Scenes One Through Thirteen (2002)
- Make Up the Breakdown (2002) (US #146, UK #35)
- Elevator (2005) (US #34, UK #34)
- Happiness Ltd. (2007) (US #86, UK #133)[1][2]
- Future Breeds (2010)
- Hot Hot Heat (2016)

### Ep's
- Hot Hot Heat (1999), four song 7"
- Hot Hot Heat (2001), three song 7"
- Knock Knock Knock (2002)